# Harald II. Danski
Harald II. Danski je bil od leta 1014 do svoje smrti leta 1018  kralj Danske, * okoli 994, † 1018.
Bil je najmlajši sin Svena Vilobradega in Gunhilde Vendenske.  Med očetovim vojskovanjem z Ethelredom II. Nepripravljenim v Angliji je bil danski regent. Prestol je nasledil leta 1014, medtem ko je njegov brat, kasnejši kralj Knut Veliki, osvajal Anglijo.  Po smrti leta 1018 ga je nasledil brat Knut Veliki. O Haraldu II. je zelo malo znanega.